# Саїд Ганді
Саїд Ганді (араб. سعيد غاندي, нар. 16 серпня 1948) — марокканський футболіст, що грав на позиції півзахисника.
Виступав, зокрема, за клуб «Раджа» (Касабланка), а також національну збірну Марокко, у складі якої був учасником чемпіонату світу 1970 року.

## Кар'єра
На клубному рівні виступав за команду «Раджа» (Касабланка).
18 квітня 1966 року дебютував в офіційних матчах у складі національної збірної Марокко в товариській грі проти другої збірної Швейцарії, в якій забив гол.
У складі національної збірної Марокко був учасником чемпіонату світу 1970 року у Мексиці, де Марокко посіло останнє місце в групі, а Ганді взяв участь у всіх трьох матчах — проти Болгарії, Перу і ФРН.
Загалом протягом кар'єри у національній команді, яка тривала 8 років, провів у її формі 25 матчів і забив 2 голи.